# Бенджамін Джон Вільямс
Бенджамін Джон Вілльямс (англ. Benjamin Jon Williams; 14 квітня 1977, Канберра) — австралійський футбольний арбітр. Арбітр ФІФА з 2005 року. Один з арбітрів чемпіонату світу 2014 року.

## Кар'єра арбітра
Дебютував як головний арбітр матчу вищого дивізіону чемпіонату Австралії 18 вересня 2005 року. У цьому ж році отримав статус арбітра ФІФА.
З 2007 року судив матчі Ліги чемпіонів Азії, 2012 року судив фінал Ліги чемпіонів Азії, між клубами «Ульсан Хенде» та «Аль-Аглі» (3:0).
Як головний та резервний арбітр, судив матчі клубного чемпіонату світу 2010 і 2012 року та Кубка Азії 2011 року.
2012 року обслуговував матчі олімпійського футбольного турніру на іграх у Лондоні, на яких відсудив два матчі групового етапу.
15 січня 2014 разом з двома помічниками, так само австралійцями, Метью Крімом та Хаканом Аназом обраний одним з арбітрів чемпіонату світу з футболу 2014 року в Бразилії, де відсудив два матчі групового етапу та одну гру 1/8 фіналу, ставши першим австралійським арбітром, який судив матчі плей-оф чемпіонату світу.